# Smash!!!
『Smash!!!』（スマッシュ）は、AiRIのオリジナルミニアルバム。2015年10月7日にLantisから発売された。

## 概要
2015年、AiRI名義で活動を始めて5周年目を記念した企画の一つ。milktubプロデュースのもと、PCゲームメーカーであるOVERDRIVE (ブランド)で過去に企画された秘蔵PCゲームのオープニング主題歌、挿入歌、エンディング主題歌という設定で作曲されたコンセプト・アルバムである。
また、コンセプトでもある「OVERDRIVEで過去に企画された作品」とのタイアップという視点から、深く掘り下げた内容を紹介する特設サイトが公開された。

## 収録曲
1. 君が君である為に [4:09]
  - 作詞：AiRI、作曲：milktub、編曲：宮崎京一
2. 月光 [3:39] 
  - 作詞：AiRI、作曲：milktub、編曲：宮崎京一
3. 遠い太陽。 [3:50] 
  - 作詞：AiRI、作曲：milktub、編曲：宮崎京一
4. Go for it!! [2:48]
  - 作詞・作曲：milktub、編曲：宮崎京一・AYUMU
5. ANOTHER LIFE [3:00]
  - 作詞：AiRI・milktub、作曲：milktub、編曲：宮崎京一・大西隆浩
6. ナツノヒカリ [3:49]
  - 作詞：AiRI・milktub、作曲：milktub、編曲：宮崎京一